# Reducción de peso
La reducción de peso es la práctica de una rápida pérdida de peso antes de una competición deportiva. Ocurre con mayor frecuencia para calificar para una categoría de peso inferior (generalmente en deportes de combate o remo, donde el peso es una ventaja significativa) o en deportes donde es ventajoso pesar lo menos posible (especialmente deportes ecuestres). Hay dos tipos de reducción de peso: un método es perder peso en forma de grasa y músculo en las semanas previas a un evento; la otra es bajar de peso en forma de agua en los últimos días antes de la competición. Los métodos comunes para reducir el peso incluyen restringir la ingesta de alimentos, la carga de agua y la transpiración a través del ejercicio, usar un chándal y/o sentarse en una sauna.
Los expertos en nutrición rara vez dan consejos sobre cómo bajar de peso de manera segura o eficaz, y recomiendan no hacerlo. Sin embargo, muchos atletas eligen hacerlo porque desean obtener una ventaja en su deporte.

## Corte de peso en los deportes de combate
El corte de peso ha sido conocido como "peligroso" cuando se pierden grandes cantidades de peso en un corto período de tiempo, mediante el uso de sauna, traje de sudor, deshidratación severa, "carga de agua", etc.
En diciembre de 2015, el artista marcial mixto chino de 21 años Yang Jian Bing murió debido a la deshidratación durante el corte de peso para una pelea organizada por ONE Championship con sede en Singapur. ONE Championship prohibió el corte de peso por deshidratación más tarde ese mes y ahora realiza peleas basadas en el "peso al caminar" del competidor, en lugar de pesajes previos a la pelea. La política revisada de la promoción sobre el peso establece que los atletas son monitoreados en sus campos de entrenamiento y se les realizan pruebas de gravedad específica de la orina para asegurarse de que estén hidratados hasta tres horas antes de sus peleas. El nuevo sistema ha sido bien recibido por los atletas y otros interesados en la industria del MMA.
En marzo de 2016, el luchador escocés de Muay Thai Jordan Coe murió en Tailandia cuando intentaba cortar peso para una pelea. En noviembre de 2017, la australiana Jessica Lindsay murió después de un corte de peso extremo para una pelea de Muay Thai en Perth, Australia Occidental.
El médico de atención aguda Paddy Golden, nacido en Belfast, ha advertido a la Comisión de Deportes de Combate en Australia Occidental sobre los riesgos del corte de peso. En diciembre de 2017, Golden afirmó que someter el cuerpo a una pérdida aguda de agua era "muy peligroso" y solicitó medidas para abordarlo en toda Australia. En junio de 2018, el Dr. Golden declaró que a menos que se establezcan regulaciones para detener las muertes por corte de peso extremo, estas serían "inevitables". A finales de 2017, se informó que Golden había solicitado que los atletas se sometieran a pruebas de hidratación, que dictarían si se les permitiría participar en peleas.
Algunas comisiones atléticas estatales han suspendido a luchadores que han sido sorprendidos cortando peso de manera poco saludable. Por ejemplo, el Departamento de Regulación Atlética de la Tribu Mohegan suspendió a Adam Piccolotti durante seis meses después de que publicara un video de sí mismo vomitando en un intento de cortar peso antes de Bellator 274; también se le impuso una multa de $2,500, aunque el resultado de la pelea no fue revertido.

## Hacer dieta
Además de mejorar el rendimiento a través de una alimentación saludable, algunos atletas buscarán perder peso mediante dietas y ejercicio aeróbico. Al perder grasa, esperan lograr una mayor "relación fuerza-masa" o "peso magro". Esto significa más músculo y menos grasa, y teóricamente debería darles una ventaja frente a otros atletas del mismo peso.